# 三(3,6-二氧杂庚基)胺
三(3,6-二氧杂庚基)胺（三[2-(2-甲氧基乙氧基)乙基]胺）是一种有机化合物，化学式为N(CH
2CH
2OCH
2CH
2OCH
3)
3。它是无色的物质，一些样品可能呈黄色。

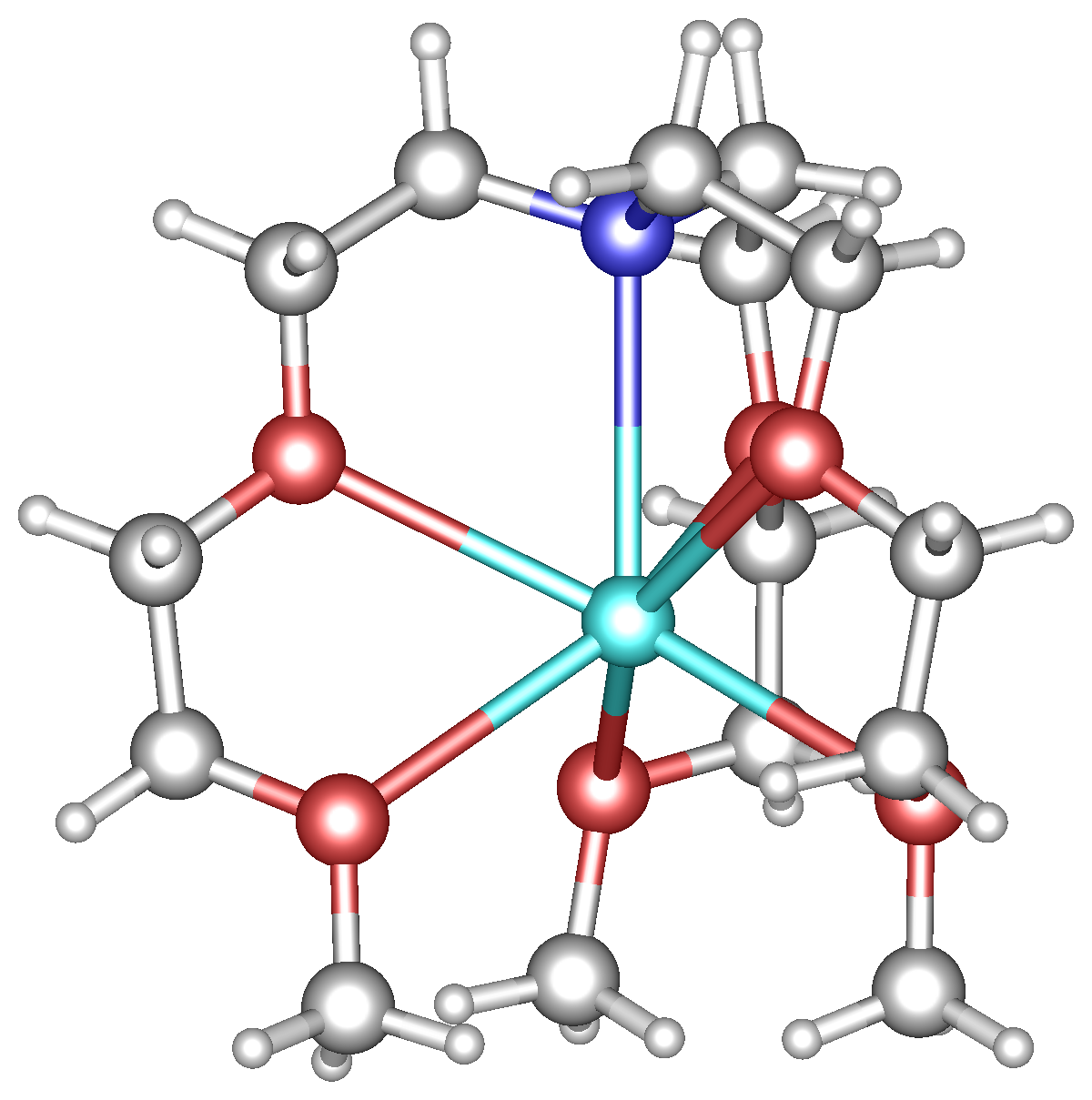
K^{+}可以与该化合物配位。（红色：氧；蓝色：氮）

它是一种相转移催化剂。一些文献认为它比18-冠-6是更适用。